# Wysszaja Chokkiejnaja Liga (2016/2017)
Sezon WHL 2016/2017 – siódmy sezon rosyjskich rozgrywek Wyższej Hokejowej Ligi rozgrywany na przełomie 2016 i 2017 roku.

## Uczestnicy
W lipcu 2016 podano do wiadomości szczegóły edycji. W porównaniu do poprzedniego sezonu WHL opuścił zespół Zwiezda-WDW Dmitrow, a został przyjęty Dinamo Sankt Petersburg. Sezon regularny ustalono w terminie 8 września 2016 do 19 lutego 2017.
| Klub                     | Miasto           | Rok zał. | Rok doł. | Drużyna KHL                | Drużyna MHL / MHL 2                    | Lodowisko           | Pojem- ność |
| ------------------------ | ---------------- | -------- | -------- | -------------------------- | -------------------------------------- | ------------------- | ----------- |
| Ariada Wołżsk            | Wołżsk           | 2003     | 2003     | Nieftiechimik Niżniekamsk  |                                        | LK "Ariada"         | 2250        |
| Bars Kazań               | Kazań            | 2014     | 2014     | Ak Bars Kazań              | Irbis                                  | Kazachski DS        | 3523        |
| Buran Woroneż            | Woroneż          | 1977     | 2012     |                            | MHK Buran                              | DS "Jubilejnyj"     | 3040        |
| Chimik Woskriesiensk     | Woskriesiensk    | 1953     | 2015     |                            | MHK Chimik                             | Podmoskowje         |             |
| Czełmiet Czelabińsk      | Czelabińsk       | 1948     | 2003     | Traktor Czelabińsk         | Bielyje Miedwiedi / Stalnyje Liwy      | PS "Mieczeł"        | 2800        |
| Dinamo Bałaszycha        | Bałaszycha       | 2010     | 2010     | Dinamo Moskwa              | HK MWD Bałaszycha                      | Arena Bałyszycha    | 6500        |
| Dinamo Sankt Petersburg  | Petersburg       | 2013     | 2016     | HK Soczi                   |                                        | Jubileuszowy PS     | 7012        |
| Dizel Penza              | Penza            | 1955     | 2010     |                            | Rieaktor Niżniekamsk / Dizelist        | PSL "Temp"          | 5200        |
| Iżstal Iżewsk            | Iżewsk           | 1949     | 2006     |                            | Stalnyje Iży                           | LP "Iżstal"         | 3900        |
| Jermak Angarsk           | Angarsk          | 1958     | 2007     |                            | Kuznieckie Medwiedi / Angarskij Jermak | Arena Jermak        | 6900        |
| Jużnyj Urał Orsk         | Orsk             | 1996     | 2006     | Mietałłurg Magnitogorsk    | Stalnyje Lisy Magnitogorsk             | DS "Jubilejnyj"     | 4600        |
| Kristałł Saratów         | Saratów          | 1979     | 2013     |                            |                                        | PSL "Kristałł"      |             |
| Mołot-Prikamje Perm      | Perm             | 1948     | 2006     |                            | Oktan                                  | UPS "Mołot"         | 7000        |
| Nieftianik Almietjewsk   | Almietjewsk      | 1965     | 2010     | Ak Bars Kazań              | Bars Kazań / Irbis Kazań               | PS "Jubilejnyj"     | 2200        |
| HK Riazań                | Riazań           | 1955     | 2007     | Sibir Nowosybirsk          | Sibirskie Snajpiery / MHK Riazań       | PS "Olimpijskij"    | 2700        |
| Rubin Tiumeń             | Tiumeń           | 1995     | 2000     |                            | Gazowik Tiumeń / Tiumenskij Legion     | PS Tiumeń           | 3300        |
| Saryarka Karaganda       | Karaganda        | 2006     | 2012     |                            | MHK Kazakmys                           | Karagandy Arena     | 4400        |
| HK Sarow                 | Sarow            | 2002     | 2009     | Torpedo Niżny Nowogród     | Czajka Niżny Nowogród                  | LD "Sarow"          | 1200        |
| SKA-Niewa                | Kondopoga        | 2008     | 2008     | SKA Sankt Petersburg       | SKA-1946 Sankt Petersburg              | PS "Jubilejnyj"     | 7000        |
| Sokoł Krasnojarsk        | Krasnojarsk      | 1977     | 2011     | Admirał Władywostok        | Krasnojarskie Rysi                     | Arena Siewier       | 4000        |
| Sputnik Niżny Tagił      | Niżny Tagił      | 1948     | 2002     | Awtomobilist Jekaterynburg | Awto Jekaterynburg / MHK Sputnik       | LPS im. Sotinkowa   | 4200        |
| THK Twer                 | Twer             | 1949     | 2012     | CSKA Moskwa                | Twericzi                               | KS "Jubilejnyj"     | 2000        |
| Toros Nieftiekamsk       | Nieftiekamsk     | 1998     | 2006     | Saławat Jułajew Ufa        | Tołpar Ufa / Batyr Nieftiekamsk        | PS "Nieftiekamsk"   | 2000        |
| Torpedo Ust-Kamienogorsk | Ust-Kamienogorsk | 1955     | 2001     |                            |                                        | PS im. Aleksandrowa | 4400        |
| Zauralje Kurgan          | Kurgan           | 1994     | 2003     | Awangard Omsk              | MHK Zauralje                           | LPS "Mostowik"      | 2500        |
| Zwiezda Czechow          | Czechow          | 2015     | 2015     |                            |                                        |                     |             |

Legenda:

DS – Dworzec Sportowy, KS / SK – Kompleks Sportowy / Sportowy Kompleks, PS – Pałac Sportu, PSL – Pałac Sportów Lodowych, PS – Pałac Sportu, LD – Lodowy Dworzec, LK – Lodowy Kompleks, LP – Lodowy Pałac, LPS – Lodowy Pałac Sportu, UPS – Uniwersalny Pałac Sportu

## Sezon zasadniczy
W sezonie zasadniczym pierwsze miejsce zajęło kazachskie Torpedo Ust-Kamienogorsk (109 pkt.)

## Faza play-off
W finale Dinamo Bałaszycha pokonało Torpedo w meczach 4:0.
Natomiast medale przyznano zespołom klubom rosyjskim: złoty otrzymał o Dinamo Bałaszycha, srebrny - Zauralje, a brązowy Rubin